# Jean-Jacques Rebière
Jean-Jacques Rebière (ur. 17 listopada 1952 w Bègles) – francuski kolarz torowy i szosowy, brązowy medalista torowych mistrzostw świata.

## Kariera
Największy sukces w karierze Jean-Jacques Rebière osiągnął w 1978 roku, kiedy zdobył brązowy medal w wyścigu punktowym amatorów podczas mistrzostw świata w Monachium. W zawodach tych wyprzedzili go jedynie Belg Noël Dejonckheere oraz Szwajcar Walter Baumgartner. Był to jedyny medal wywalczony przez Rebière’a na międzynarodowej imprezie tej rangi. W 1976 roku wystartował na igrzyskach olimpijskich w Montrealu, gdzie zajął jedenastą pozycję w indywidualnym wyścigu na dochodzenie, a wraz z kolegami z reprezentacji był dziewiąty. Startował także w wyścigach szosowych, zwyciężając między innymi w klasyfikacji generalnej Tour de Gironde w 1980 roku.
Jego brat bliźniak Jean-Marc Rebière również był kolarzem.